# Андрущишин Степан Андрійович
Д-р Андрущи́шин Степа́н Андрі́йович (*5 січня 1888, Дроздовичі, нині Городоцького району Львівської області — †квітень 1940, м. Чортків) — український правник, адвокат, громадський діяч. Доктор права (1932).

## Життєпис
Навчався у гімназії у м. Перемишль (нині Польща), на правничому факультеті Львівського університету.
Під час 1-ї світової війни воював в австрійській армії. Офіцер УГА.
Після 1922 — помічник адвоката у м. Львів, адвокат у містечку Городок на Львівщині; від 1936 — у м. Заліщики, потім — у містечку Тлусте (нині смт Товсте Заліщицького району).
Діяльний в українських організаціях і товариствах. Восени 1939 заарештований НКВДистами, ув'язнений в тюрмі у м. Чортків; вбитий без суду.
Кримінальна справа Андрущишина в архівах України не збереглася, тому не реабілітований.